# Уткин, Даниил Павлович
Дании́л Па́влович У́ткин (род. 12 октября 1999, Аксай, Ростовская область) — российский футболист, полузащитник клуба «Ростов», выступает на правах аренды за «Балтику».

## Биография
Воспитанник академии «Краснодара». В октябре 2016 года вошёл в список 60 самых талантливых футболистов мира 1999 года рождения по версии британского издания The Guardian. В апреле 2017 вошел в число претендентов на награду Golden Boy лучшему молодому игроку в Европе, старший тренер юношеской сборной России (U-18) Михаил Галактионов характеризовал Уткина как футболиста с тончайшим уровнем интеллекта, который по манере игры напоминает Зидана.

### Клубная карьера

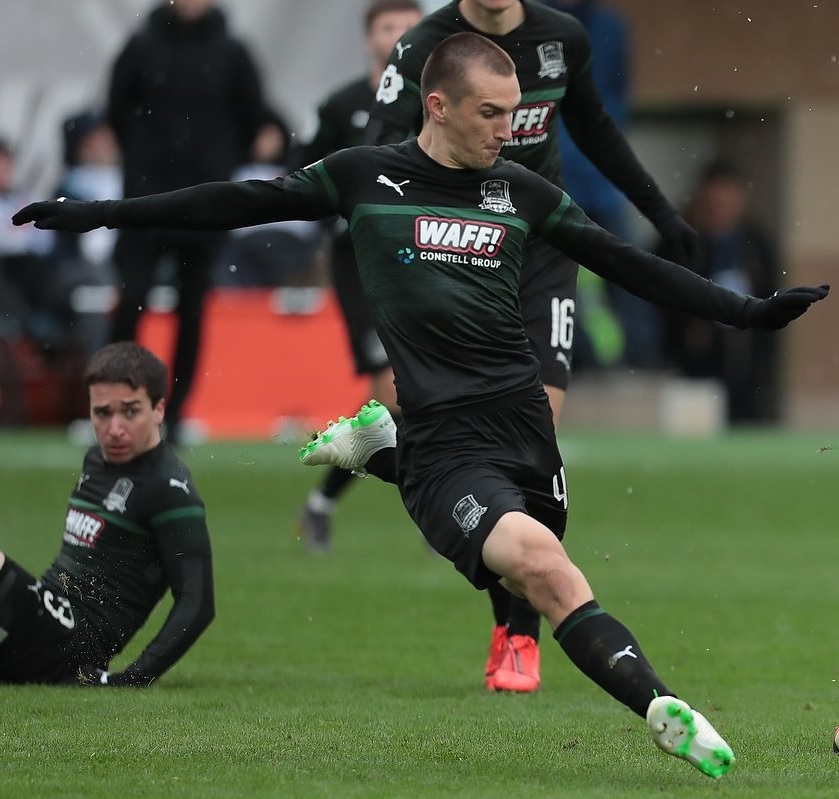
Уткин в составе «Краснодара» (2019 год)

В сезонах 2015/16 — 2017/18 провёл 62 матча в турнире молодёжных команд, забил 27 мячей. Сыграл пять матчей, забил два гола в Юношеской лиге УЕФА 2017/18. Участник Кубка ФНЛ 2017 и 2018 в составе «Краснодара-2». В составе «Краснодара-2» сыграл два матча в первенстве ПФЛ 2017/18, в сезоне 2018/19 выступает за клуб в первенстве ФНЛ. 1 ноября 2018 дебютировал в основной команде в гостевой игре 1/8 Кубка России 2018/19 против «Крыльев Советов» (2:1), сыграв первые 70 минут.
9 декабря 2018 года вышел на замену на 82 минуте в домашнем матче против «Уфы» (1:1). 28 апреля 2019 года в домашней игре против московского ЦСКА (2:0) забил первый гол в чемпионате России по футболу 2018/2019.
27 августа 2019 года забил гол с передачи Маркуса Берга в ответном гостевом матче раунда плей-офф Лиги чемпионов против греческого Олимпиакоса (1:2).
В сезоне 2021/2022 перешёл на правах аренды в грозненский «Ахмат». В дебютном матче за команду в РПЛ отличился голом — полузащитник поразил ворота «Крыльев Советов».
16 июня «Ростов» объявил о переходе игрока. Контракт рассчитан на 4,5 года. 24 июля забил свой дебютный гол за новый клуб в ворота московского «Локомотива» (2:2).
11 сентября 2024 года снова перешёл в грозненский «Ахмат» на правах аренды до конца сезона 2024/25.
12 июня 2025 года перешел в калининградскую «Балтику» на правах аренды до конца сезона 2025/26.

### Карьера в сборных

#### Юношеская
В 2015—2017 годах играл в юношеской сборной 1999 года рождения под руководством Сергея Матвеева (2015—2016) и Александра Гришина (2016—2017).

#### Молодёжная

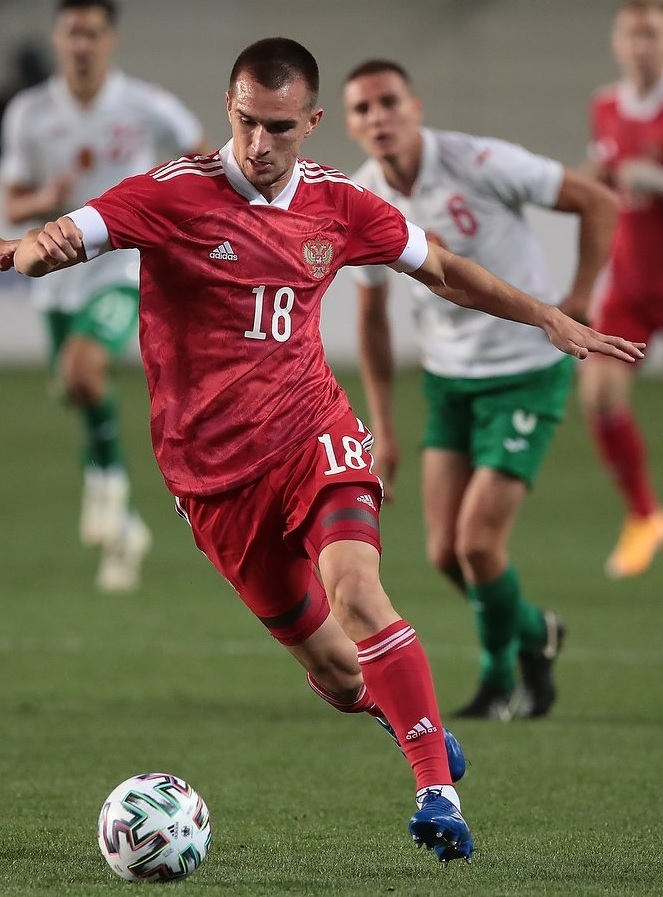
Уткин в составе молодёжной сборной (2020 год)

11 октября 2019 года в отборочном турнире чемпионата Европы по футболу среди молодёжных команд 2021 в домашней игре против Сборной Польши до 21 года (2:2) забил гол на 25 минуте матча. Этот гол стал для него единственным в отборочном цикле. Сборной удалось выйти на чемпионат Европы по футболу 2021, но Уткин, попав в окончательный список сборной, не сыграл ни минуты на групповом этапе.

#### Национальная
24 сентября 2022 года дебютировал за национальную сборную России в товарищеском матче со сборной Кыргызстана и сразу отметился голом.

## Статистика выступлений

### Клубная статистика
| Выступление      | Выступление      | Выступление      | Лига | Лига | Кубки | Кубки | Еврокубки | Еврокубки | Итого | Итого |
| Клуб             | Лига             | Сезон            | Игры | Голы | Игры  | Голы  | Игры      | Голы      | Игры  | Голы  |
| ---------------- | ---------------- | ---------------- | ---- | ---- | ----- | ----- | --------- | --------- | ----- | ----- |
| Краснодар        | Премьер-лига     | 2018/19          | 7    | 1    | 2     | 0     | 0         | 0         | 9     | 1     |
| Краснодар        | Премьер-лига     | 2019/20          | 22   | 4    | 1     | 0     | 6         | 1         | 29    | 5     |
| Краснодар        | Премьер-лига     | 2020/21          | 20   | 1    | —     | —     | 6         | 0         | 26    | 1     |
| Краснодар        | Итого            | Итого            | 49   | 6    | 3     | 0     | 12        | 1         | 64    | 7     |
| → Краснодар-2    | ПФЛ              | 2017/18          | 2    | 0    | —     | —     | —         | —         | 2     | 0     |
| → Краснодар-2    | ФНЛ              | 2018/19          | 25   | 10   | —     | —     | —         | —         | 25    | 10    |
| → Краснодар-2    | ФНЛ              | 2019/20          | 6    | 2    | —     | —     | —         | —         | 6     | 2     |
| → Краснодар-2    | ФНЛ              | 2020/21          | 1    | 0    | —     | —     | —         | —         | 1     | 0     |
| → Краснодар-2    | Итого            | Итого            | 34   | 12   | —     | —     | —         | —         | 34    | 12    |
| → Ахмат          | Премьер-лига     | 2021/22          | 28   | 9    | 1     | 1     | —         | —         | 29    | 10    |
| → Ахмат          | Итого            | Итого            | 28   | 9    | 1     | 1     | —         | —         | 29    | 10    |
| Ростов           | Премьер-лига     | 2022/23          | 27   | 3    | 8     | 0     | —         | —         | 35    | 3     |
| Ростов           | Премьер-лига     | 2023/24          | 11   | 1    | 4     | 0     | —         | —         | 15    | 1     |
| Ростов           | Итого            | Итого            | 38   | 4    | 12    | 0     | —         | —         | 50    | 4     |
| Всего за карьеру | Всего за карьеру | Всего за карьеру | 149  | 31   | 16    | 1     | 12        | 1         | 177   | 33    |

### Сборная
Молодёжная Сборная России
| №  | Дата            | Оппонент | Счёт | Голы | Пасы | Карточки | Минуты    | Соревнование              |
| -- | --------------- | -------- | ---- | ---- | ---- | -------- | --------- | ------------------------- |
| 1  | 22 марта 2019   | Швеция   | 2:0  | —    | —    | —        | 45'( 46') | Товарищеский матч         |
| 2  | 25 марта 2019   | Норвегия | 5:1  | —    | —    | —        | 45'( 46') | Товарищеский матч         |
| 3  | 5 июня 2019     | Чехия    | 0:1  | —    | —    | —        | 45'( 46') | Товарищеский матч         |
| 4  | 11 октября 2019 | Польша   | 2:2  | 25′  | —    | —        | 60'( 60') | Отбор МЧЕ-2021 (группа 5) |
| 5  | 15 октября 2019 | Эстония  | 5:0  | —    | —    | —        | 16'( 74') | Отбор МЧЕ-2021 (группа 5) |
| 6  | 15 ноября 2019  | Латвия   | 2:0  | —    | —    | —        | 45'( 46') | Отбор МЧЕ-2021 (группа 5) |
| 7  | 4 сентября 2020 | Болгария | 2:0  | —    | —    | —        | 28'( 62') | Отбор МЧЕ-2021 (группа 5) |
| 8  | 8 сентября 2020 | Польша   | 0:1  | —    | —    | —        | 33'( 57') | Отбор МЧЕ-2021 (группа 5) |
| 9  | 9 октября 2020  | Эстония  | 4:0  | —    | —    | —        | 45'( 46') | Отбор МЧЕ-2021 (группа 5) |
| 10 | 13 октября 2020 | Латвия   | 4:1  | —    | —    | —        | 25'( 65') | Отбор МЧЕ-2021 (группа 5) |

Итого: сыграно матчей: 10 / забито голов: 1; победы: 7, ничьи: 1, поражения: 2.
Сборная России
| № | Дата             | Оппонент    | Счёт | Голы | Пасы | Карточки | Минуты    | Соревнование      |
| - | ---------------- | ----------- | ---- | ---- | ---- | -------- | --------- | ----------------- |
| 1 | 24 сентября 2022 | Кыргызстан  | 2:1  | 89′  | —    | —        | 45'( 46') | Товарищеский матч |
| 2 | 17 ноября 2022   | Таджикистан | 0:0  | —    | —    | —        | 90'       | Товарищеский матч |

Итого: сыграно матчей: 2 / забито голов: 1; победы: 1, ничьи: 1, поражения: 0.

## Личная жизнь
В конце марта 2025 года стало известно, что несколько месяцев назад Уткин принял ислам и стал мусульманином. 1 июля 2025 года Уткин в разговоре с «Матч ТВ» подтвердил, что принял ислам, когда был игроком «Ростова». Также он соблюдал пост во время священного для мусульман месяца Рамадан.